# Papilio xuthus
Papilio xuthus, auch bekannt unter der englischen Bezeichnung Citrus Swallowtail („Zitronen-Schwalbenschwanz“) sowie im Deutschen unter dem Namen „Japanischer Schwalbenschwanz“, ist ein Schmetterling aus der Familie der Ritterfalter (Papilionidae).

## Merkmale

### Falter

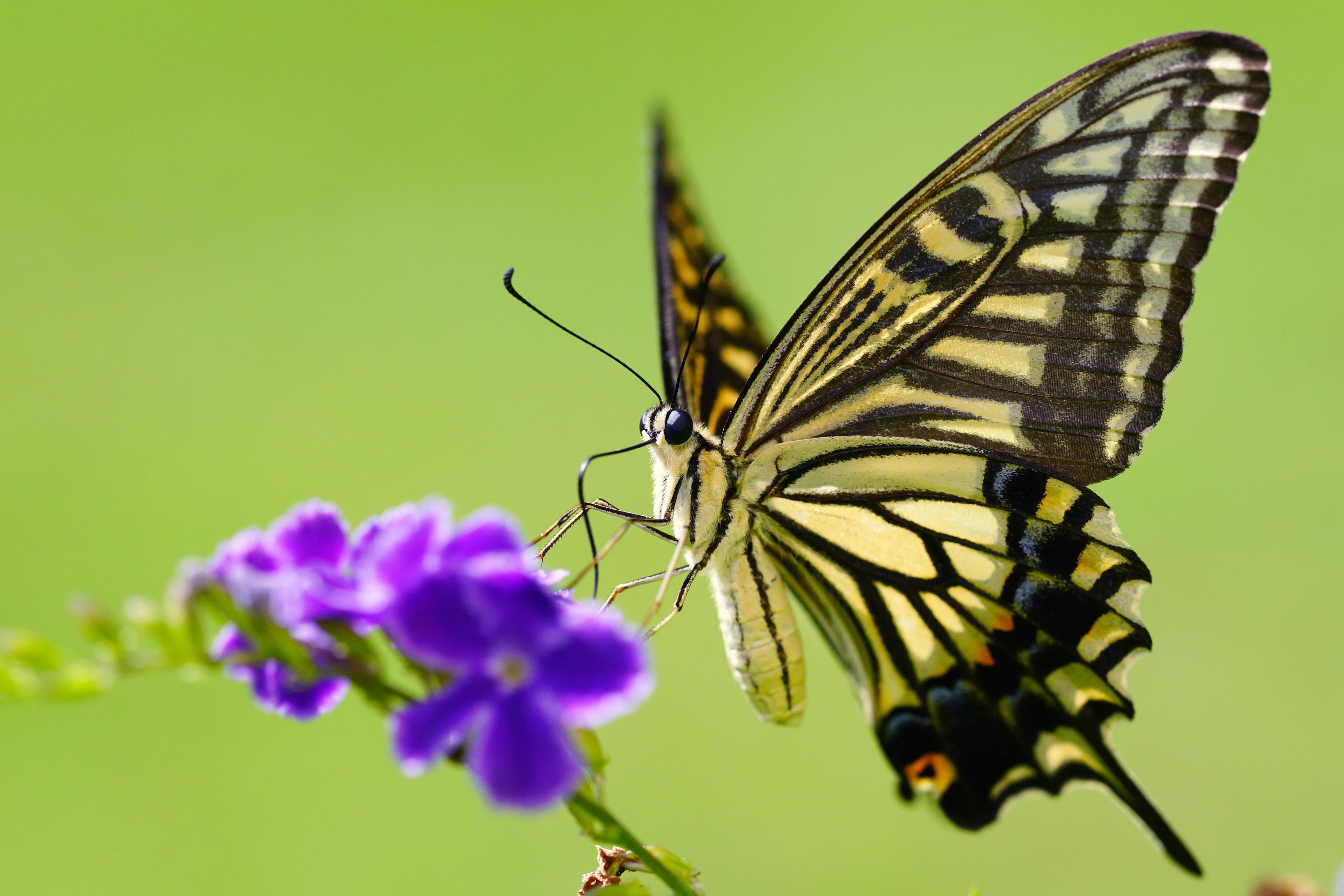
Papilio xuthus, Flügelunterseite

Die Falter erreichen eine Flügelspannweite von 80 bis 100 Millimetern. Die Vorderflügel haben eine schwarze Grundfärbung und weisen entlang des Außenrandes eine Reihe dünner weißer Bogenflecke auf. Etwa zwei Zentimeter parallel zu dieser verläuft eine weitere Reihe weißer, im Vergleich jedoch wesentlich größerer Flecke vom Vorderrand bis zum Innenrand. Diese Flecke werden Richtung Innenrand zunehmend größer. Das Glied, welches dem Innenrand am nächsten ist, ist an einen weißen Streifen angeschlossen, welcher bis zum Körper reicht. Entlang des Innenrandes verläuft bis zu dieser Reihe vom Körper ein schmaler weißer Streifen. In der Diskoidalzelle befinden sich vom Körper ausgehend, vier weiße dünne Streifen. Nahe der Grenze Diskalregion/Postdiskalregion befinden sich beim Vorderrand zwei große weiße Bogenflecke, die beinahe einen Kreis bilden. Wenige Zentimeter von diesen entfernt befindet sich in der Nähe des Vorderrandes noch ein kleiner weißer Fleck. Die Hinterflügel haben eine schwarze Grundfärbung und weisen entlang des Außenrandes eine Reihe weißer Bogenflecke auf, welche Richtung Innenrand zunehmend dicker werden. In der Basal- und Diskalregion befinden sich einige unterschiedlich große weiße Flecke sowie ein schwarzer Fleck nahe dem Vorderrand. Im Analwinkel befindet sich ein schwarz gekernter, gelber Augenfleck. An diesen angrenzend ist eine parallel zum Außenrand verlaufende Reihe aus dunkelblauen Flecke erkennbar. Der gewellte Außenrand hat einen deutlichen Schwanzfortsatz.
Die Unterseite der Vorderflügel hat eine braune Grundfärbung und weist alle Merkmale der Oberseite auf, wenn auch verstärkt. Zwischen den beiden Reihen Flecke befindet sich nun eine dünne weiße Binde. Die Unterseite der Hinterflügel hat eine schwarze Grundfärbung und weist alle Merkmale der Oberseite auf, wenn auch verstärkt. Die Glieder der Reihe Bogenflecke werden Richtung Vorderrand zunehmend orange gefärbt, der Augenfleck im Analwinkel ist orange gefärbt und hat einen teilweise hellgelben Rand.
Beide Geschlechter haben dieselbe Flügelzeichnungen und dieselbe Körperfärbung. Der Körper ist bis auf den schwarzen Thorax weiß, auf der Unterseite ein wenig gelblich.

### Ei, Raupe und Puppe

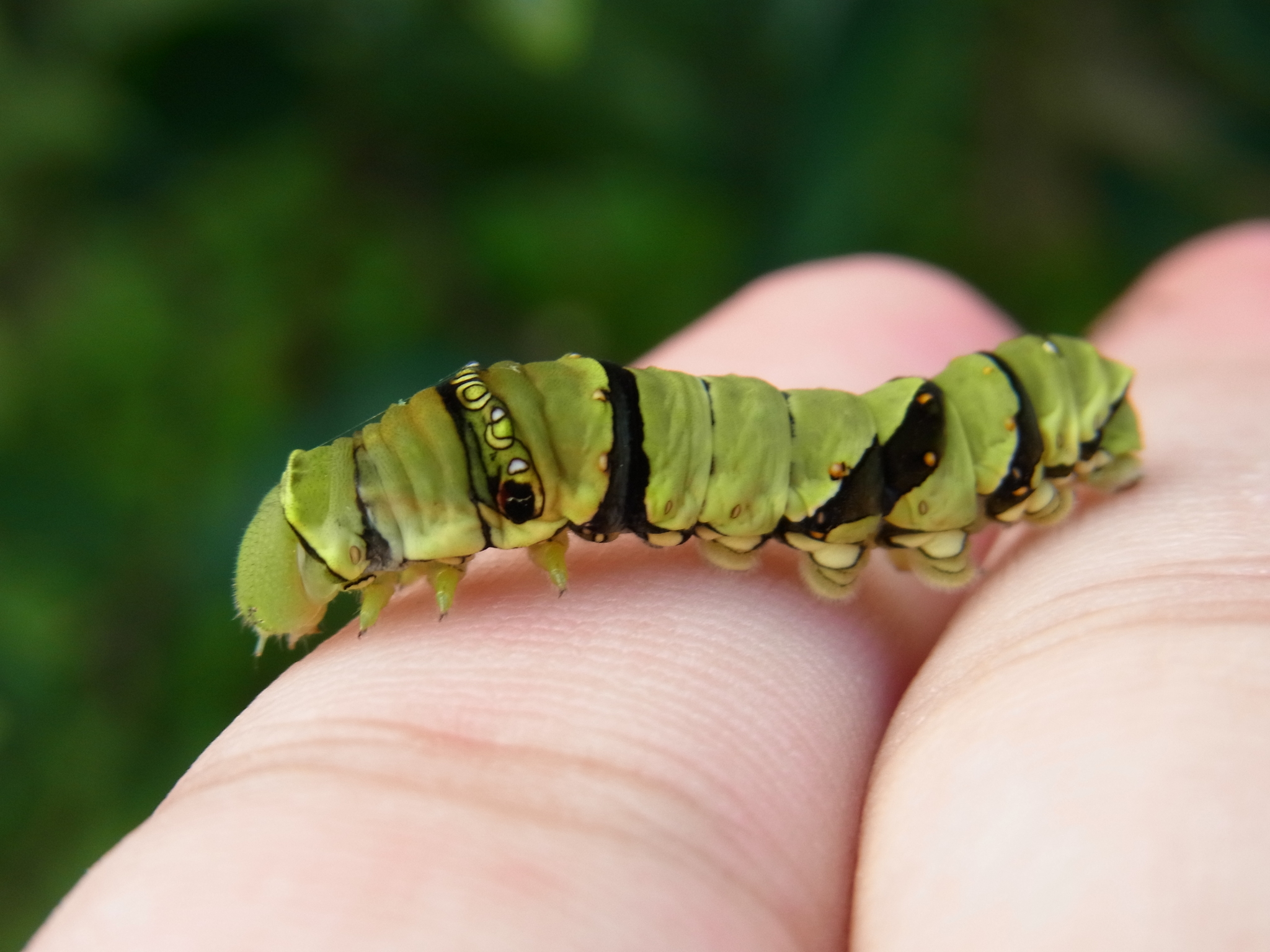
Raupe von Papilio xuthus

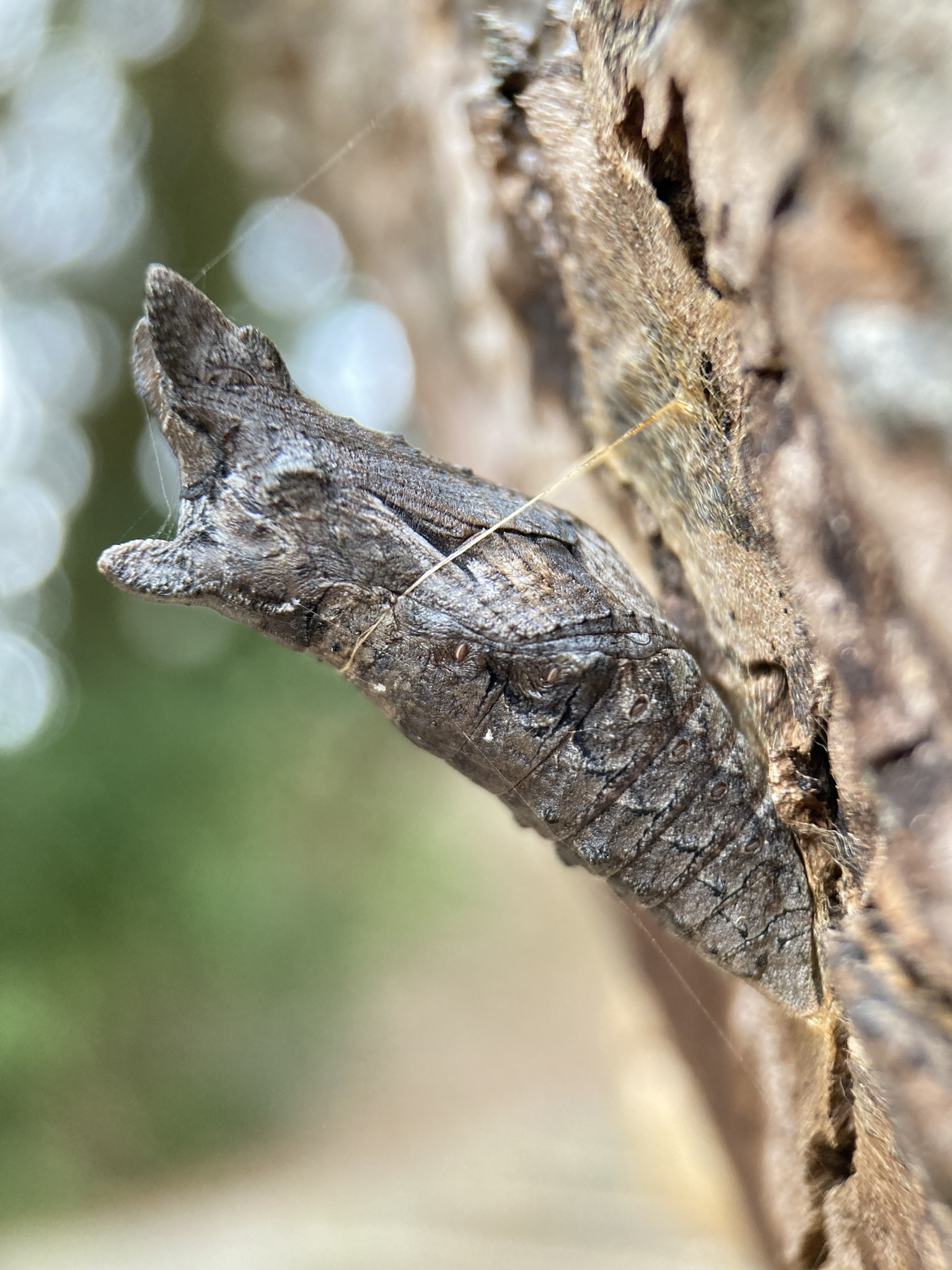
Puppe mit Sicherungsfaden

Bei Dormanz verliert die Raupe während der Verpuppung mehr Gewicht als sonst.

## Vorkommen und Verbreitung
Papilio xuthus ist hauptsächlich in Asien beheimatet. Dies betrifft Südchina, Nordburma, Japan, Taiwan, Guam, die Ogasawara-Inseln und Hawaii. Die Art ist in ihrem Verbreitungsgebiet häufig anzutreffen und gilt deshalb nicht als bedroht.

## Lebensweise
Papilio xuthus bildet drei bis vier Generationen pro Jahr aus. Seine Flugzeit reicht von Mai bis August. Die Raupen ernähren sich von Doldengewächsen (Apiaceae) sowie von Rautengewächsen (Rutaceae).

## Systematik
Von Papilio xuthus sind zwei Unterarten bekannt:
- Papilio xuthus koxingus Fruhstorfer, 1908
- Papilio xuthus neoxuthus Fruhstorfer, 1908